# Boston Marathon 2018
De Boston Marathon 2018 werd gelopen op maandag 16 april 2018 in de Amerikaanse stad Boston. Het was de 122e editie van deze marathon.
De wedstrijd werd bij de mannen gewonnen door de Japanner Yuki Kawauchi in 2:15.58 voor de Keniaan Geoffrey Kirui, de winnaar van de vorige editie. Bij de vrouwen won de Amerikaanse Desiree Linden in 2:39.54 voor haar landgenote Sarah Sellers. 

## Uitslagen

### Mannen
| rang   | naam              | land | tijd    |
| ------ | ----------------- | ---- | ------- |
| Goud   | Yuki Kawauchi     | JPN  | 2:15.58 |
| Zilver | Geoffrey Kirui    | KEN  | 2:18.23 |
| Brons  | Shadrack Biwott   | USA  | 2:18.35 |
| 4      | Tyler Pennel      | USA  | 2:18.57 |
| 5      | Andrew Bumbalough | USA  | 2:19.52 |
| 6      | Scott Smith       | USA  | 2:21.47 |
| 7      | Abdi Nageeye      | NED  | 2:23.16 |
| 8      | Elkanah Kibet     | USA  | 2:23.37 |
| 9      | Reid Coolsaet     | CAN  | 2:25.02 |
| 10     | Daniel Vassallo   | USA  | 2:27.50 |

### Vrouwen
| rang   | naam              | land | tijd    |
| ------ | ----------------- | ---- | ------- |
| Goud   | Desiree Linden    | USA  | 2:39.54 |
| Zilver | Sarah Sellers     | USA  | 2:44.04 |
| Brons  | Krista DuChene    | CAN  | 2:44.20 |
| 4      | Rachel Hyland     | USA  | 2:44.29 |
| 5      | Nicole DiMercurio | USA  | 2:45.52 |
| 6      | Shalane Flanagan  | USA  | 2:46.31 |
| 7      | Kimi Reed         | USA  | 2:46.47 |
| 8      | Edna Kiplagat     | KEN  | 2:47.14 |
| 9      | Hiroko Yoshitomi  | JPN  | 2:48.29 |
| 10     | Joanna Thompson   | USA  | 2:48.31 |

1897 ·
1898 ·
1899 ·
1900 ·
1901 ·
1902 ·
1903 ·
1904 ·
1905 ·
1906 ·
1907 ·
1908 ·
1909 ·
1910 ·
1911 ·
1912 ·
1913 ·
1914 ·
1915 ·
1916 ·
1917 ·
1918 ·
1919 ·
1920 ·
1921 ·
1922 ·
1923 ·
1924 ·
1925 ·
1926 ·
1927 ·
1928 ·
1929 ·
1930 ·
1931 ·
1932 ·
1933 ·
1934 ·
1935 ·
1936 ·
1937 ·
1938 ·
1939 ·
1940 ·
1941 ·
1942 ·
1943 ·
1944 ·
1945 ·
1946 ·
1947 ·
1948 ·
1949 ·
1950 ·
1951 ·
1952 ·
1953 ·
1954 ·
1955 ·
1956 ·
1957 ·
1958 ·
1959 ·
1960 ·
1961 ·
1962 ·
1963 ·
1964 ·
1965 ·
1966 ·
1967 ·
1968 ·
1969 ·
1970 ·
1971 ·
1972 ·
1973 ·
1974 ·
1975 ·
1976 ·
1977 ·
1978 ·
1979 ·
1980 ·
1981 ·
1982 ·
1983 ·
1984 ·
1985 ·
1986 ·
1987 ·
1988 ·
1989 ·
1990 ·
1991 ·
1992 ·
1993 ·
1994 ·
1995 ·
1996 ·
1997 ·
1998 ·
1999 ·
2000 ·
2001 ·
2002 ·
2003 ·
2004 ·
2005 ·
2006 ·
2007 ·
2008 ·
2009 ·
2010 ·
2011 ·
2012 ·
2013 ·
2014 ·
2015 ·
2016 ·
2017 ·
2018 ·
2019 ·
2020 ·
2021 ·
2022